# Абдаллах Карабай
Абдаллах Карабай — хивинский хан из казахской династии Торе.
Карабай, сын Бахадура, правил 4 месяца согласно «Фирдаус ал-Икбал». У него был брат по имени Бай Бори, который управлял каракалпаками. Бай Бори в итоге был пойман каракалпаками, отослан узбекам Гурлена и казнен. Затем Карабай был отправлен к отцу и брату в Казахские степи.
В другом источнике, упомянутом Юрием Брегелем, говорится, что Карабай-хан был пойман и выслан после воцарения Тимургази-хана (не так, как указано в «Фирдаус ал-Икбал») и был отправлен с двумя сыновьями Каип-хана в Бухару, а не в Казахское ханство, как гласит текст «Фирдаус ал Икбал».